# Temporada 2018 del Campeonato Europeo de Fórmula 3 de la FIA
La temporada 2018 del Campeonato Europeo de Fórmula 3 de la FIA fue la séptima y última edición de esta competición. A partir de 2019 este campeonato y GP3 Series se unificarán para crear el campeonato de Fórmula 3 de la FIA. Comenzó con el Gran Premio de Pau en mayo y finalizó en Hockenheimring en octubre, coronando a Mick Schumacher como campeón.

## Equipos y pilotos
Los pilotos y equipos fueron los siguientes:
| Escudería             | Motor      | Neu. | N.º | Pilotos             | Estado | Rondas |
| --------------------- | ---------- | ---- | --- | ------------------- | ------ | ------ |
| Carlin                | Volkswagen | H    | 9   | Jehan Daruvala      |        | Todas  |
| Carlin                | Volkswagen | H    | 11  | Sacha Fenestraz     | N      | Todas  |
| Carlin                | Volkswagen | H    | 16  | Nikita Troitskiy    | N      | Todas  |
| Carlin                | Volkswagen | H    | 17  | Devlin DeFrancesco  |        | 1-4    |
| Carlin                | Volkswagen | H    | 17  | Julian Hanses       | N      | 9-10   |
| Carlin                | Volkswagen | H    | 24  | Ameya Vaidyanathan  | N      | Todas  |
| Carlin                | Volkswagen | H    | 62  | Ferdinand Habsburg  |        | Todas  |
| Hitech Grand Prix     | Mercedes   | H    | 39  | Álex Palou          |        | Todas  |
| Hitech Grand Prix     | Mercedes   | H    | 65  | Enaam Ahmed         | N      | Todas  |
| Hitech Grand Prix     | Mercedes   | H    | 66  | Hon Chio Leong      |        | 6      |
| Hitech Grand Prix     | Mercedes   | H    | 77  | Ben Hingeley        | N      | Todas  |
| Prema Theodore Racing | Mercedes   | H    | 1   | Guanyu Zhou         |        | Todas  |
| Prema Theodore Racing | Mercedes   | H    | 4   | Mick Schumacher     |        | Todas  |
| Prema Theodore Racing | Mercedes   | H    | 7   | Ralf Aron           |        | Todas  |
| Prema Theodore Racing | Mercedes   | H    | 8   | Marcus Armstrong    | N      | Todas  |
| Prema Theodore Racing | Mercedes   | H    | 10  | Robert Shwartzman   | N      | Todas  |
| Motopark              | Volkswagen | H    | 3   | Sebastián Fernández | N      | Todas  |
| Motopark              | Volkswagen | H    | 13  | Fabio Scherer       | N      | Todas  |
| Motopark              | Volkswagen | H    | 23  | Jonathan Aberdein   | N      | Todas  |
| Motopark              | Volkswagen | H    | 37  | Dan Ticktum         |        | Todas  |
| Motopark              | Volkswagen | H    | 33  | Marino Sato         |        | Todas  |
| Motopark              | Volkswagen | H    | 44  | Jüri Vips           | N      | Todas  |
| Van Amersfoort Racing | Mercedes   | H    | 12  | Artem Petrov        | N      | Todas  |
| Van Amersfoort Racing | Mercedes   | H    | 15  | Keyvan Andres       |        | Todas  |
| Van Amersfoort Racing | Mercedes   | H    | 25  | Sophia Flörsch      | N      | 4-10   |
| Van Amersfoort Racing | Mercedes   | H    | 30  | Frederik Vesti      | N      | 10     |
| ma-con                | Volkswagen | H    | 18  | Julian Hanses       | N      | 1-6    |
| Fortec Motorsports    | Mercedes   | H    | 5   | Petru Florescu      | N      | 2-7    |

 N  Participó en el Campeonato de Novatos.

## Calendario
El calendario consistirá de las siguientes 10 rondas:
| N.º | Circuito                                              | Fecha               | Categoría principal               |
| --- | ----------------------------------------------------- | ------------------- | --------------------------------- |
| 1   | Circuito de Pau-Ville, Pau                            | 12-13 de mayo       | Gran Premio de Pau                |
| 2   | Hungaroring, Budapest                                 | 2-3 de junio        | Deutsche Tourenwagen Masters      |
| 3   | Norisring, Nuremberg                                  | 23-24 de junio      | Deutsche Tourenwagen Masters      |
| 4   | Circuito de Zandvoort, Zandvoort                      | 14-15 de julio      | Deutsche Tourenwagen Masters      |
| 5   | Circuito de Spa-Francorchamps, Francorchamps          | 27-28 de julio      | Blancpain GT Series Endurance Cup |
| 6   | Circuito de Silverstone, Silverstone                  | 18-19 de agosto     | 6 Horas de Silverstone (WEC)      |
| 7   | Circuito de Misano Marco Simoncelli, Misano Adriatico | 25-26 de agosto     | Deutsche Tourenwagen Masters      |
| 8   | Nürburgring, Nürburg                                  | 8-9 de septiembre   | Deutsche Tourenwagen Masters      |
| 9   | Red Bull Ring, Spielberg                              | 22-23 de septiembre | Deutsche Tourenwagen Masters      |
| 10  | Hockenheimring, Hockenheim                            | 13-14 de octubre    | Deutsche Tourenwagen Masters      |

## Resultados
| Ronda | Ronda | Circuito                              | Pole Position     | Vuelta rápida      | Piloto ganador    | Equipo ganador        | Novato ganador    |
| ----- | ----- | ------------------------------------- | ----------------- | ------------------ | ----------------- | --------------------- | ----------------- |
| 1     | C1    | Circuito callejero de Pau-Ville       | Dan Ticktum       | Ralf Aron          | Guanyu Zhou       | Prema Theodore Racing | Sacha Fenestraz   |
| 1     | C2    | Circuito callejero de Pau-Ville       | Sacha Fenestraz   | Sacha Fenestraz    | Sacha Fenestraz   | Carlin                | Sacha Fenestraz   |
| 1     | C3    | Circuito callejero de Pau-Ville       | Enaam Ahmed       | Ralf Aron          | Ralf Aron         | Prema Theodore Racing | Enaam Ahmed       |
| 2     | C1    | Hungaroring                           | Dan Ticktum       | Ferdinand Habsburg | Dan Ticktum       | Motopark              | Robert Shwartzman |
| 2     | C2    | Hungaroring                           | Dan Ticktum       | Nikita Troitskiy   | Enaam Ahmed       | Hitech Bullfrog GP    | Enaam Ahmed       |
| 2     | C3    | Hungaroring                           | Enaam Ahmed       | Álex Palou         | Enaam Ahmed       | Hitech Bullfrog GP    | Enaam Ahmed       |
| 3     | C1    | Norisring                             | Marcus Armstrong  | Ferdinand Habsburg | Marcus Armstrong  | Prema Theodore Racing | Marcus Armstrong  |
| 3     | C2    | Norisring                             | Robert Shwartzman | Jüri Vips          | Jüri Vips         | Motopark              | Jüri Vips         |
| 3     | C3    | Norisring                             | Marcus Armstrong  | Fabio Scherer      | Dan Ticktum       | Motopark              | Jüri Vips         |
| 4     | C1    | Circuito de Zandvoort                 | Guanyu Zhou       | Marcus Armstrong   | Ralf Aron         | Prema Theodore Racing | Marcus Armstrong  |
| 4     | C2    | Circuito de Zandvoort                 | Dan Ticktum       | Marcus Armstrong   | Ralf Aron         | Prema Theodore Racing | Marcus Armstrong  |
| 4     | C3    | Circuito de Zandvoort                 | Dan Ticktum       | Nikita Troitskiy   | Nikita Troitskiy  | Carlin                | Nikita Troitskiy  |
| 5     | C1    | Circuito de Spa-Francorchamps         | Jehan Daruvala    | Jehan Daruvala     | Jehan Daruvala    | Carlin                | Robert Shwartzman |
| 5     | C2    | Circuito de Spa-Francorchamps         | Mick Schumacher   | Jonathan Aberdein  | Dan Ticktum       | Motopark              | Fabio Scherer     |
| 5     | C3    | Circuito de Spa-Francorchamps         | Guanyu Zhou       | Fabio Scherer      | Mick Schumacher   | Prema Theodore Racing | Robert Shwartzman |
| 6     | C1    | Circuito de Silverstone               | Sacha Fenestraz   | Dan Ticktum        | Dan Ticktum       | Motopark              | Sacha Fenestraz   |
| 6     | C2    | Circuito de Silverstone               | Fabio Scherer     | Mick Schumacher    | Mick Schumacher   | Prema Theodore Racing | Jüri Vips         |
| 6     | C3    | Circuito de Silverstone               | Jüri Vips         | Jüri Vips          | Jüri Vips         | Motopark              | Jüri Vips         |
| 7     | C1    | Misano World Circuit Marco Simoncelli | Mick Schumacher   | Jüri Vips          | Mick Schumacher   | Prema Theodore Racing | Marcus Armstrong  |
| 7     | C2    | Misano World Circuit Marco Simoncelli | Jüri Vips         | Enaam Ahmed        | Jüri Vips         | Motopark              | Jüri Vips         |
| 7     | C3    | Misano World Circuit Marco Simoncelli | Marcus Armstrong  | Jüri Vips          | Ralf Aron         | Prema Theodore Racing | Jüri Vips         |
| 8     | C1    | Nürburgring                           | Robert Shwartzman | Mick Schumacher    | Mick Schumacher   | Prema Theodore Racing | Robert Shwartzman |
| 8     | C2    | Nürburgring                           | Mick Schumacher   | Mick Schumacher    | Mick Schumacher   | Prema Theodore Racing | Robert Shwartzman |
| 8     | C3    | Nürburgring                           | Mick Schumacher   | Álex Palou         | Mick Schumacher   | Prema Theodore Racing | Robert Shwartzman |
| 9     | C1    | Red Bull Ring                         | Mick Schumacher   | Marcus Armstrong   | Mick Schumacher   | Prema Theodore Racing | Robert Shwartzman |
| 9     | C2    | Red Bull Ring                         | Mick Schumacher   | Mick Schumacher    | Mick Schumacher   | Prema Theodore Racing | Marcus Armstrong  |
| 9     | C3    | Red Bull Ring                         | Mick Schumacher   | Robert Shwartzman  | Robert Shwartzman | Prema Theodore Racing | Robert Shwartzman |
| 10    | C1    | Hockenheimring                        | Guanyu Zhou       | Guanyu Zhou        | Guanyu Zhou       | Prema Theodore Racing | Robert Shwartzman |
| 10    | C2    | Hockenheimring                        | Jüri Vips         | Jüri Vips          | Jüri Vips         | Motopark              | Jüri Vips         |
| 10    | C3    | Hockenheimring                        | Robert Shwartzman | Jüri Vips          | Robert Shwartzman | Prema Theodore Racing | Robert Shwartzman |

- [25]

### Puntuaciones
| Posición | 1º | 2º | 3º | 4º | 5º | 6º | 7º | 8º | 9º | 10º |
| Puntos   | 25 | 18 | 15 | 12 | 10 | 8  | 6  | 4  | 2  | 1   |

Para que se otorgen la totalidad de los puntos, la carrera tiene que durar un mínimo de 25 minutos. Si dura menos de esto, se otorgarán la mitad de los mismos.

### Campeonato de Pilotos
| Pos.                                 | Piloto              | PAU* | PAU* | PAU* | HUN | HUN | HUN | NOR | NOR | NOR | ZAN | ZAN | ZAN | SPA | SPA | SPA | SIL | SIL | SIL | MIS | MIS | MIS | NÜR | NÜR | NÜR | RBR | RBR | RBR | HOC | HOC | HOC | Puntos |
| ------------------------------------ | ------------------- | ---- | ---- | ---- | --- | --- | --- | --- | --- | --- | --- | --- | --- | --- | --- | --- | --- | --- | --- | --- | --- | --- | --- | --- | --- | --- | --- | --- | --- | --- | --- | ------ |
| 1                                    | Mick Schumacher     | 15   | 10   | 7    | 4   | 7   | 3   | 5   | 9   | 15  | 3   | Ret | 13  | 4   | Ret | 1   | Ret | 1   | 5   | 1   | 3   | 5   | 1   | 1   | 1   | 1   | 1   | 2   | 12  | 2   | 2   | 365    |
| 2                                    | Dan Ticktum         | 3    | Ret  | 5    | 1   | Ret | 2   | 4   | Ret | 1   | 5   | 6   | Ret | 13  | 1   | 5   | 1   | 8   | 6   | 6   | 4   | 4   | 3   | 3   | 4   | 8   | 17† | 4   | 5   | 7   | 4   | 308    |
| 3                                    | Robert Shwartzman   | 8    | 9    | 6    | 3   | 5   | Ret | 6   | Ret | 7   | 8   | 7   | 11  | 5   | 4   | 2   | 8   | 9   | 10  | 3   | 9   | 7   | 2   | 2   | 2   | 2   | 3   | 1   | 2   | 5   | 1   | 294    |
| 4                                    | Jüri Vips           | 10   | 17   | 12   | 6   | 18  | 4   | 7   | 1   | 2   | 6   | 8   | 15  | 6   | Ret | 4   | 4   | 2   | 1   | 5   | 1   | 2   | Ret | 18  | 6   | 6   | 4   | 8   | 3   | 1   | 9   | 284    |
| 5                                    | Marcus Armstrong    | 5    | 3    | Ret  | Ret | 2   | Ret | 1   | 2   | 3   | 4   | 2   | 16  | Ret | 6   | 3   | 6   | 5   | Ret | 2   | 13  | Ret | 6   | 4   | 5   | 4   | 2   | 5   | Ret | Ret | Ret | 260    |
| 6                                    | Ralf Aron           | 2    | 8    | 1    | 5   | 12  | 7   | 2   | 13  | 6   | 1   | 1   | 14  | 3   | Ret | 14  | Ret | 10  | Ret | 7   | 5   | 1   | 5   | 5   | 8   | 23  | 5   | 9   | 6   | 3   | 15  | 242.5  |
| 7                                    | Álex Palou          | 7    | 2    | 19   | 12  | 3   | Ret | 11  | 4   | Ret | 10  | 4   | 6   | 2   | 11  | 9   | 7   | 11  | 7   | 8   | 2   | 6   | Ret | 6   | 3   | 3   | Ret | 10  | 4   | 8   | 3   | 204    |
| 8                                    | Guanyu Zhou         | 1    | 12   | 13   | 2   | 4   | 5   | 9   | 12  | 4   | 2   | 3   | 2   | Ret | Ret | 13  | Ret | 6   | 8   | 4   | 11  | Ret | 7   | 8   | 10  | 12  | 9   | 11  | 1   | 10  | 5   | 203    |
| 9                                    | Enaam Ahmed         | 6    | 5    | 2    | 7   | 1   | 1   | 14  | 15  | 8   | 16  | Ret | 10  | 19  | 5   | 6   | 3   | 4   | 4   | 21  | 6   | 10  | 4   | Ret | 9   | 22  | 11  | 18  | 9   | Ret | 8   | 174    |
| 10                                   | Jehan Daruvala      | Ret  | 6    | 3    | 13  | 6   | 11  | 3   | 6   | 5   | 12  | Ret | 3   | 1   | 3   | 11  | 9   | 15  | 12  | 9   | Ret | 9   | Ret | 14  | 13  | 10  | 18† | 7   | Ret | 4   | Ret | 136.5  |
| 11                                   | Sacha Fenestraz     | 4    | 1    | 20   | 8   | 9   | 6   | Ret | 8   | Ret | 17  | 12  | 18  | 11  | 7   | 15  | 2   | 7   | 2   | 11  | 8   | 12  | 12  | 9   | 7   | 11  | 16† | Ret | 7   | Ret | Ret | 121    |
| 12                                   | Jonathan Aberdein   | 12   | 19   | 8    | 17  | 14  | 8   | 16  | 14  | Ret | 7   | 11  | 8   | Ret | 9   | 7   | 5   | 3   | 3   | 10  | 14  | 11  | 9   | 7   | 12  | 7   | 6   | 3   | 16  | 11  | 7   | 108    |
| 13                                   | Ferdinand Habsburg  | 17   | 11   | Ret  | Ret | 8   | 15  | 18  | 5   | 9   | 14  | 5   | 7   | Ret | 10  | 12  | 13  | 13  | 9   | 12  | 7   | 3   | Ret | 10  | 11  | 5   | 8   | 6   | Ret | 12  | 6   | 87     |
| 14                                   | Fabio Scherer       | 11   | Ret  | 4    | 10  | 11  | 10  | 19  | 10  | 16  | 13  | 9   | 5   | 9   | 2   | 10  | 10  | Ret | 11  | 14  | 10  | 8   | Ret | 11  | 14  | 9   | 7   | 12  | Ret | 6   | 11  | 64     |
| 15                                   | Nikita Troitskiy    | 14   | 13   | 11   | 11  | 20  | 9   | 22  | 11  | Ret | 11  | 13  | 1   | Ret | 8   | 24  | 14  | Ret | 15  | 18  | 21  | 14  | 13  | 16  | 19  | 16  | Ret | 17  | 8   | 9   | 21  | 37     |
| 16                                   | Marino Sato         | 9    | 18   | 10   | 15  | 13  | 16  | 8   | 7   | 13  | 19  | 10  | 4   | 7   | 15  | 16  | 12  | 17  | 14  | 15  | 12  | Ret | Ret | Ret | 18  | 14  | 13  | 21  | 19  | 14  | 16  | 31.5   |
| 17                                   | Ben Hingeley        | Ret  | 4    | 9    | 9   | 10  | Ret | 12  | 16  | Ret | 9   | Ret | Ret | 18  | 14  | 17  | 11  | 12  | 19  | 22  | 16  | 13  | 8   | Ret | 20  | 13  | 12  | 20  | 14  | 13  | 19  | 22     |
| 18                                   | Keyvan Andres       | Ret  | 14   | 14   | 16  | 15  | 13  | 10  | 3   | Ret | 20  | 18  | 17  | 10  | 12  | 20  | 16  | 18  | 16  | 19  | 18  | 17  | 10  | 12  | 15  | 18  | Ret | 13  | 17  | 17  | 20  | 18     |
| 19                                   | Julian Hanses       | 13   | 7    | 18   | Ret | 21  | 20  | 20  | 17  | 12  | 21  | 16  | Ret | 17  | 18  | 23  | WD  | WD  | WD  |     |     |     |     |     |     | 20  | 14  | 19  | 11  | Ret | 13  | 7      |
| 20                                   | Artem Petrov        | 16   | Ret  | 15   | 20  | 23  | 17  | 13  | 18  | 11  | 15  | 15  | 9   | 8   | Ret | 18  | Ret | 16  | 13  | 13  | 17  | 15  | 15  | 13  | 17  | 21  | Ret | 14  | 13  | 16  | 10  | 7      |
| 21                                   | Sebastián Fernández | Ret  | 15   | 17   | 14  | 19  | 12  | 15  | 20  | 10  | 18  | 14  | 12  | 14  | 13  | 8   | 15  | 14  | Ret | 17  | 15  | Ret | 11  | Ret | 16  | 15  | Ret | 16  | 18  | 15  | 12  | 5      |
| 22                                   | Sophia Flörsch      |      |      |      |     |     |     |     |     |     | 23  | 17  | 19  | 16  | 17  | 21  | 18  | 19  | 17  | 16  | 19  | 18  | Ret | 15  | 21  | 17  | 10  | 15  | 15  | 19  | 18  | 1      |
| 23                                   | Ameya Vaidyanathan  | Ret  | 16   | 16   | 19  | 17  | 18  | 17  | DSQ | EX  | 22  | Ret | 20  | 12  | 16  | 22  | 17  | 21  | 18  | 20  | 20  | 16  | 14  | 17  | Ret | 19  | 15  | 22  | 20  | 18  | 17  | 0      |
| 24                                   | Petru Florescu      |      |      |      | 21  | 22  | 19  | 21  | 19  | 14  | 24  | 19  | 21  | 15  | Ret | 19  | 20  | 20  | 21  | WD  | WD  | WD  |     |     |     |     |     |     |     |     |     | 0      |
| 25                                   | Devlin DeFrancesco  | Ret  | Ret  | Ret  | 18  | 16  | 14  | WD  | WD  | WD  | WD  | WD  | WD  |     |     |     |     |     |     |     |     |     |     |     |     |     |     |     |     |     |     | 0      |
| 26                                   | Hon Chio Leong      |      |      |      |     |     |     |     |     |     |     |     |     |     |     |     | 19  | 22  | 20  |     |     |     |     |     |     |     |     |     |     |     |     | 0      |
| Invitados que no pueden sumar puntos |                     |      |      |      |     |     |     |     |     |     |     |     |     |     |     |     |     |     |     |     |     |     |     |     |     |     |     |     |     |     |     |        |
|                                      | Frederik Vesti      |      |      |      |     |     |     |     |     |     |     |     |     |     |     |     |     |     |     |     |     |     |     |     |     |     |     |     | 10  | 20  | 14  | 0      |
| Pos.                                 | Piloto              | PAU* | PAU* | PAU* | HUN | HUN | HUN | NOR | NOR | NOR | ZAN | ZAN | ZAN | SPA | SPA | SPA | SIL | SIL | SIL | MIS | MIS | MIS | NÜR | NÜR | NÜR | RBR | RBR | RBR | HOC | HOC | HOC | Puntos |

| Color     | Resultado                                                               |
| --------- | ----------------------------------------------------------------------- |
| Oro       | Ganador                                                                 |
| Plata     | 2.ª plaza                                                               |
| Bronce    | 3.ª plaza                                                               |
| Verde     | Finalizó en los puntos                                                  |
| Azul      | Finalizó sin puntos                                                     |
| Azul      | NC - No clasificado                                                     |
| Violeta   | Ret - No terminó (Carrera)                                              |
| Rojo      | DNQ - No se clasificó                                                   |
| Negro     | DSQ - Descalificado                                                     |
| Blanco    | DNS - No empezó (carrera)                                               |
| Blanco    | WD - Retirado (fin de semana)                                           |
| Blanco    | C - Carrera cancelada                                                   |
| Sin color | DNP - Inscrito pero no participó                                        |
| Sin color | INJ - Lesionado                                                         |
| Sin color | EX - Excluido                                                           |
| Estado    | Resultado                                                               |
| Negrita   | Pole position                                                           |
| Cursiva   | Vuelta rápida                                                           |
| †         | Abandona, pero clasifica al completar el porcentaje requerido para ello |

*: En la tercera carrera de Pau, se otorgaron la mitad de los puntos porque se dio por finalizada la carrera antes de los 25 minutos.

### Campeonato de Novatos
| Pos.                                 | Piloto              | PAU* | PAU* | PAU* | HUN | HUN | HUN | NOR | NOR | NOR | ZAN | ZAN | ZAN | SPA | SPA | SPA | SIL | SIL | SIL | MIS | MIS | MIS | NÜR | NÜR | NÜR | RBR | RBR | RBR | HOC | HOC | HOC | Puntos |
| ------------------------------------ | ------------------- | ---- | ---- | ---- | --- | --- | --- | --- | --- | --- | --- | --- | --- | --- | --- | --- | --- | --- | --- | --- | --- | --- | --- | --- | --- | --- | --- | --- | --- | --- | --- | ------ |
| 1                                    | Robert Shwartzman   | 4    | 6    | 3    | 1   | 3   | Ret | 2   | Ret | 3   | 4   | 2   | 6   | 1   | 2   | 1   | 6   | 6   | 5   | 2   | 4   | 2   | 1   | 1   | 1   | 1   | 2   | 1   | 1   | 2   | 1   | 491.5  |
| 2                                    | Jüri Vips           | 5    | 10   | 7    | 2   | 9   | 2   | 3   | 1   | 1   | 2   | 3   | 8   | 2   | Ret | 3   | 3   | 1   | 1   | 3   | 1   | 1   | Ret | 10  | 3   | 3   | 3   | 4   | 2   | 1   | 4   | 430    |
| 3                                    | Marcus Armstrong    | 2    | 2    | Ret  | Ret | 2   | Ret | 1   | 2   | 2   | 1   | 1   | 9   | Ret | 4   | 2   | 5   | 4   | Ret | 1   | 6   | Ret | 3   | 2   | 2   | 2   | 1   | 3   | Ret | Ret | Ret | 361    |
| 4                                    | Enaam Ahmed         | 3    | 4    | 1    | 3   | 1   | 1   | 6   | 7   | 4   | 9   | Ret | 5   | 12  | 3   | 4   | 2   | 3   | 4   | 12  | 2   | 4   | 2   | Ret | 5   | 14  | 7   | 10  | 5   | Ret | 3   | 304.5  |
| 5                                    | Sacha Fenestraz     | 1    | 1    | 12   | 4   | 4   | 3   | Ret | 3   | Ret | 10  | 6   | 10  | 5   | 5   | 8   | 1   | 5   | 2   | 5   | 3   | 6   | 7   | 4   | 4   | 6   | 11† | Ret | 3   | Ret | Ret | 277    |
| 6                                    | Jonathan Aberdein   | 7    | 11   | 4    | 9   | 7   | 4   | 8   | 6   | Ret | 3   | 5   | 3   | Ret | 7   | 5   | 4   | 2   | 3   | 4   | 7   | 5   | 5   | 3   | 6   | 4   | 4   | 2   | 11  | 5   | 2   | 277    |
| 7                                    | Fabio Scherer       | 6    | Ret  | 2    | 6   | 6   | 6   | 10  | 4   | 9   | 7   | 4   | 2   | 4   | 1   | 7   | 7   | Ret | 6   | 7   | 5   | 3   | Ret | 5   | 7   | 5   | 5   | 5   | Ret | 3   | 6   | 249    |
| 8                                    | Nikita Troitskiy    | 9    | 7    | 6    | 7   | 11  | 5   | 13  | 5   | Ret | 6   | 7   | 1   | DNS | 6   | 15  | 9   | Ret | 8   | 10  | 13  | 8   | 8   | 8   | 10  | 9   | Ret | 9   | 4   | 4   | 13  | 133    |
| 9                                    | Ben Hingeley        | Ret  | 3    | 5    | 5   | 5   | Ret | 4   | 8   | Ret | 5   | Ret | Ret | 11  | 9   | 9   | 8   | 7   | 11  | 13  | 9   | 7   | 4   | Ret | 11  | 7   | 8   | 12  | 9   | 6   | 12  | 122    |
| 10                                   | Artem Petrov        | 10   | Ret  | 8    | 11  | 14  | 8   | 5   | 10  | 6   | 8   | 9   | 4   | 3   | Ret | 10  | Ret | 9   | 7   | 6   | 10  | 9   | 10  | 6   | 9   | 13  | Ret | 6   | 8   | 8   | 5   | 118    |
| 11                                   | Sebastián Fernández | Ret  | 8    | 10   | 8   | 10  | 7   | 7   | 12  | 5   | 11  | 8   | 7   | 7   | 8   | 6   | 10  | 8   | Ret | 9   | 8   | Ret | 6   | Ret | 8   | 8   | Ret | 8   | 12  | 7   | 7   | 102.5  |
| 12                                   | Julian Hanses       | 8    | 5    | 11   | Ret | 12  | 11  | 11  | 9   | 7   | 12  | 10  | Ret | 10  | 12  | 14  | WD  | WD  | WD  |     |     |     |     |     |     | 12  | 9   | 11  | 7   | Ret | 8   | 38     |
| 13                                   | Sophia Flörsch      |      |      |      |     |     |     |     |     |     | 14  | 11  | 11  | 9   | 11  | 12  | 12  | 10  | 9   | 8   | 11  | 11  | Ret | 7   | 12  | 10  | 6   | 7   | 10  | 10  | 11  | 34     |
| 14                                   | Ameya Vaidyanathan  | Ret  | 9    | 9    | 10  | 8   | 9   | 9   | DSQ | EX  | 13  | Ret | 12  | 6   | 10  | 13  | 11  | 12  | 10  | 11  | 12  | 10  | 9   | 9   | Ret | 11  | 10  | 13  | 13  | 9   | 10  | 32     |
| 15                                   | Petru Florescu      |      |      |      | 12  | 13  | 10  | 12  | 11  | 8   | 15  | 12  | 13  | 8   | Ret | 11  | 13  | 11  | 13  | WD  | WD  | WD  |     |     |     |     |     |     |     |     |     | 9      |
| Invitados que no pueden sumar puntos |                     |      |      |      |     |     |     |     |     |     |     |     |     |     |     |     |     |     |     |     |     |     |     |     |     |     |     |     |     |     |     |        |
|                                      | Frederik Vesti      |      |      |      |     |     |     |     |     |     |     |     |     |     |     |     |     |     |     |     |     |     |     |     |     |     |     |     | 6   | 11  | 9   | 0      |
| Pos.                                 | Piloto              | PAU* | PAU* | PAU* | HUN | HUN | HUN | NOR | NOR | NOR | ZAN | ZAN | ZAN | SPA | SPA | SPA | SIL | SIL | SIL | MIS | MIS | MIS | NÜR | NÜR | NÜR | RBR | RBR | RBR | HOC | HOC | HOC | Puntos |

| Color     | Resultado                                                               |
| --------- | ----------------------------------------------------------------------- |
| Oro       | Ganador                                                                 |
| Plata     | 2.ª plaza                                                               |
| Bronce    | 3.ª plaza                                                               |
| Verde     | Finalizó en los puntos                                                  |
| Azul      | Finalizó sin puntos                                                     |
| Azul      | NC - No clasificado                                                     |
| Violeta   | Ret - No terminó (Carrera)                                              |
| Rojo      | DNQ - No se clasificó                                                   |
| Negro     | DSQ - Descalificado                                                     |
| Blanco    | DNS - No empezó (carrera)                                               |
| Blanco    | WD - Retirado (fin de semana)                                           |
| Blanco    | C - Carrera cancelada                                                   |
| Sin color | DNP - Inscrito pero no participó                                        |
| Sin color | INJ - Lesionado                                                         |
| Sin color | EX - Excluido                                                           |
| Estado    | Resultado                                                               |
| Negrita   | Pole position                                                           |
| Cursiva   | Vuelta rápida                                                           |
| †         | Abandona, pero clasifica al completar el porcentaje requerido para ello |

*: En la tercera carrera de Pau, se otorgaron la mitad de los puntos porque se dio por finalizada la carrera antes de los 25 minutos.

### Campeonato de Equipos
Para cada carrera, cada equipo sumaba los puntos de sus dos pilotos mejores ubicados.
| Pos. | Equipo                | Puntos |
| ---- | --------------------- | ------ |
| 1    | Prema Theodore Racing | 1003.5 |
| 2    | Motopark              | 789    |
| 3    | Hitech Bullfrog GP    | 518    |
| 4    | Carlin                | 503.5  |
| 5    | Van Amersfoort Racing | 141.5  |
| 6    | ma-con                | 18     |
| 7    | Fortec                | 4      |